# Gabby Gabreski
Francis Stanley Gabreski (Oil City, 28 gennaio 1919 – Huntington, 31 gennaio 2002) è stato un aviatore statunitense.

## Biografia
Di origini polacche, fu il primo asso dell'aeronautica statunitense in Europa durante la seconda guerra mondiale. Gabreski servì nelle forze armate statunitensi sia durante la seconda guerra mondiale, che durante la guerra di Corea. Complessivamente prestò 26 anni di servizio. Gabreski divenne noto per i suoi oltre 30 abbattimenti di apparecchi nemici, fatto che lo rese uno dei pochi assi dell'aviazione statunitense.
Nel corso della sua carriera fu a capo di due squadriglie aeree. Al termine della carriera militare, Gabresky fu a capo della Long Island Rail Road, una compagnia ferroviaria di proprietà dello stato di New York. Nonostante gli sforzi che fece per tentare di migliorare l'efficienza della compagnia, fu costretto a dare le dimissioni dopo soli due anni. Al termine di questa esperienza, si ritirò a vita privata.